# Paulão do PT
Paulo Fernando dos Santos, mais conhecido como Paulão ou Paulão do PT (Recife, 15 de setembro de 1957), é um sindicalista e político brasileiro, atualmente deputado federal pelo Estado de Alagoas, filiado ao PT.

## Carreira
Paulo Fernando dos Santos é eletrotécnico aposentado da antiga Companhia Energética de Alagoas (CEAL), bacharel em Direito, com especialização em Direito Ambiental e Urbanístico.
Paulão iniciou sua trajetória atuando no movimento sindical. Foi presidente da Associação dos Técnicos Industriais de Alagoas (1986-87), do Sindicato dos Urbanitários de Maceió (1987-93) e da Central Única dos Trabalhadores (1996-97).
Foi vereador por Maceió no período de 1997 a 1998, quando foi eleito deputado estadual, cargo para o qual foi reeleito em 2002 e 2006.
Em 2008, então deputado estadual, Paulão foi um dos 110 indiciados na Operação Taturana por crime de peculato, sendo um dos condenados na primeira instância.
Em 2010 candidatou-se a deputado federal, mas não foi eleito, ficando na suplência. Assumiu o cargo em 2013, sendo reeleito em 2014, 2018 e 2022.

## Ligações Externas
- Perfil Oficial no portal da Câmara dos Deputados
- Site Oficial